# Renault R31
Pour les articles homonymes, voir R31.
Chronologie des modèles (2011)
Renault R30 Renault R.S.16
La Renault R31 est la monoplace de Formule 1 engagée par l’équipe Lotus Renault GP dans le cadre du championnat du monde de Formule 1 2011. Présentée le 31 janvier 2011 sur le circuit de Valence, elle débutera en championnat le 27 mars 2011 au Grand Prix d’Australie, pilotée par l’Allemand Nick Heidfeld (qui remplace Robert Kubica, indisponible à la suite d’un accident de rallye) et le Russe Vitaly Petrov ; à partir du Grand Prix de Belgique, le Brésilien Bruno Senna remplace définitivement Heidfeld.
La carrosserie de la R31 adopte une livrée distinctive de couleurs noire et or, en hommage aux monoplaces Lotus des années 1980. Techniquement nouvelle à hauteur de 92 % par rapport à la R30 selon Éric Boullier, directeur de l’écurie, la Renault R31 se distingue entre autres par des sorties d’échappements étonnantes débouchant devant les pontons ; ce système permet de souffler les gaz d’échappement dans le diffuseur de façon à gagner en appui aérodynamique. Pour autant, le directeur technique de la R31, James Allison, admet en fin de saison que ce système est un échec en raison notamment d'un développement complexe et d'un manque d'appui sur des circuits lents.
Après deux premiers Grand Prix prometteurs où Vitaly Petrov se classe 3e en Australie et Nick Heidfeld 3e en Malaisie, la R31 est finalement en perte de vitesse par rapport à ses concurrentes. L'écurie n'arrive alors plus à classer ses deux monoplaces sur le podium et ne fera pas mieux qu'une 5e place lors du Grand Prix du Canada en juin 2011. Avec 73 points, Renault se classe 5e au championnat du monde des constructeurs.

## Design
Renault ayant vendu ses parts de l'écurie à Genii Capital, la Renault R31 abandonne la livrée jaune et noire de sa devancière pour une livrée noire et or rappelant celle des monoplaces Lotus des années 1980. Des observateurs ont cependant suggéré que cette livrée rappelle les paquets de cigarettes John Player Special, le commanditaire principal de l’écurie Team Lotus de l’époque, ce qui mettrait l’équipe en violation des lois anti-tabac en vigueur au Canada. Toutefois, toute modification a été rejetée par l’équipe Lotus Renault GP affirmant qu’« une autre célèbre équipe concourait avec des couleurs similaires à celle d’une autre marque de tabac et l’avait fait au Canada sans problème dans les années précédentes ».

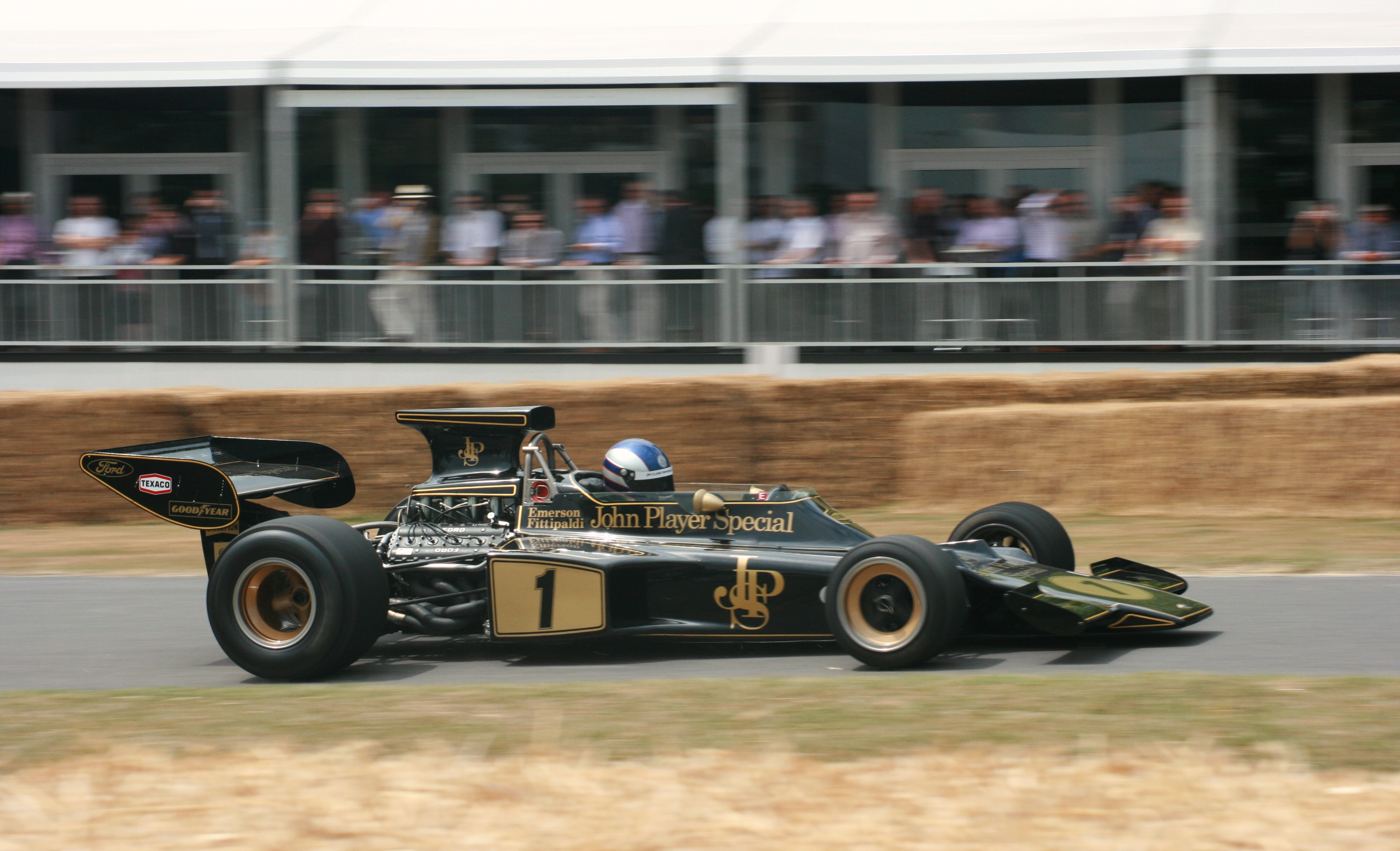
La livrée des paquets de cigarettes John Player Special de la Lotus 72E.
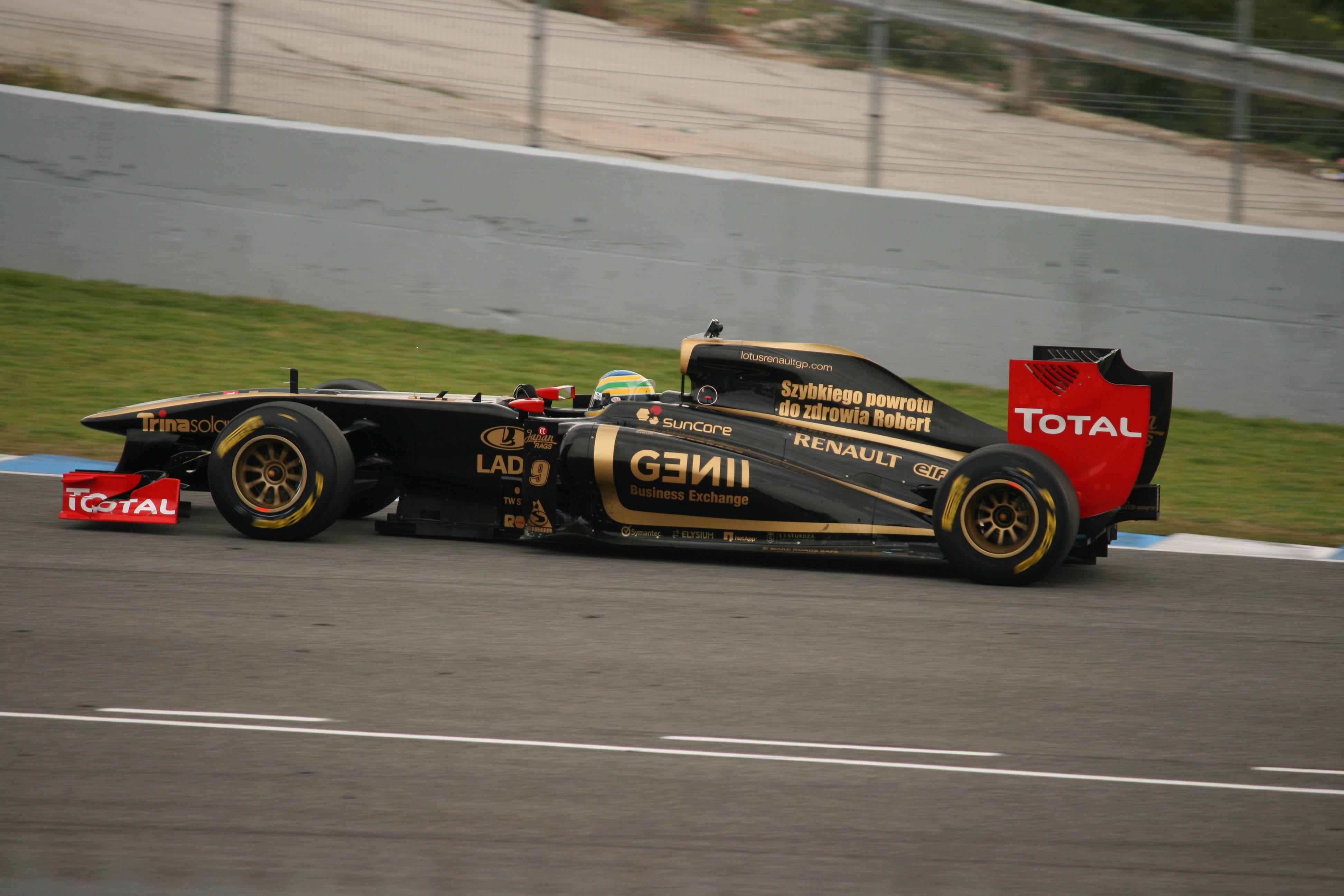
La Renault R31 en livrée noire et or ; les ailerons sont aux couleurs de Total.

En 2010, Red Bull Racing avait eu l’idée de profiter de l’énergie contenue dans les gaz d’échappement du moteur, très denses et éjectés à de grandes vitesses (plus de 700 m/s), pour améliorer l’efficacité de son diffuseur et donc gagner en appui ; pour cela, les sorties d’échappement débouchaient dans le diffuseur. Par la suite, plusieurs équipes, dont Renault F1 Team, ont copié ce principe. Le règlement de la saison 2011 de Formule 1 interdisant de percer le fond plat pour souffler ces gaz directement dans le diffuseur, l’équipe Lotus Renault GP a opté, sur la Renault R31, pour une alternative étonnante : un long collecteur inversé guide les gaz d’échappement vers l’avant de la monoplace, au niveau du début du fond plat, où les gaz sont ensuite entraînés sous la monoplace vers le diffuseur,.

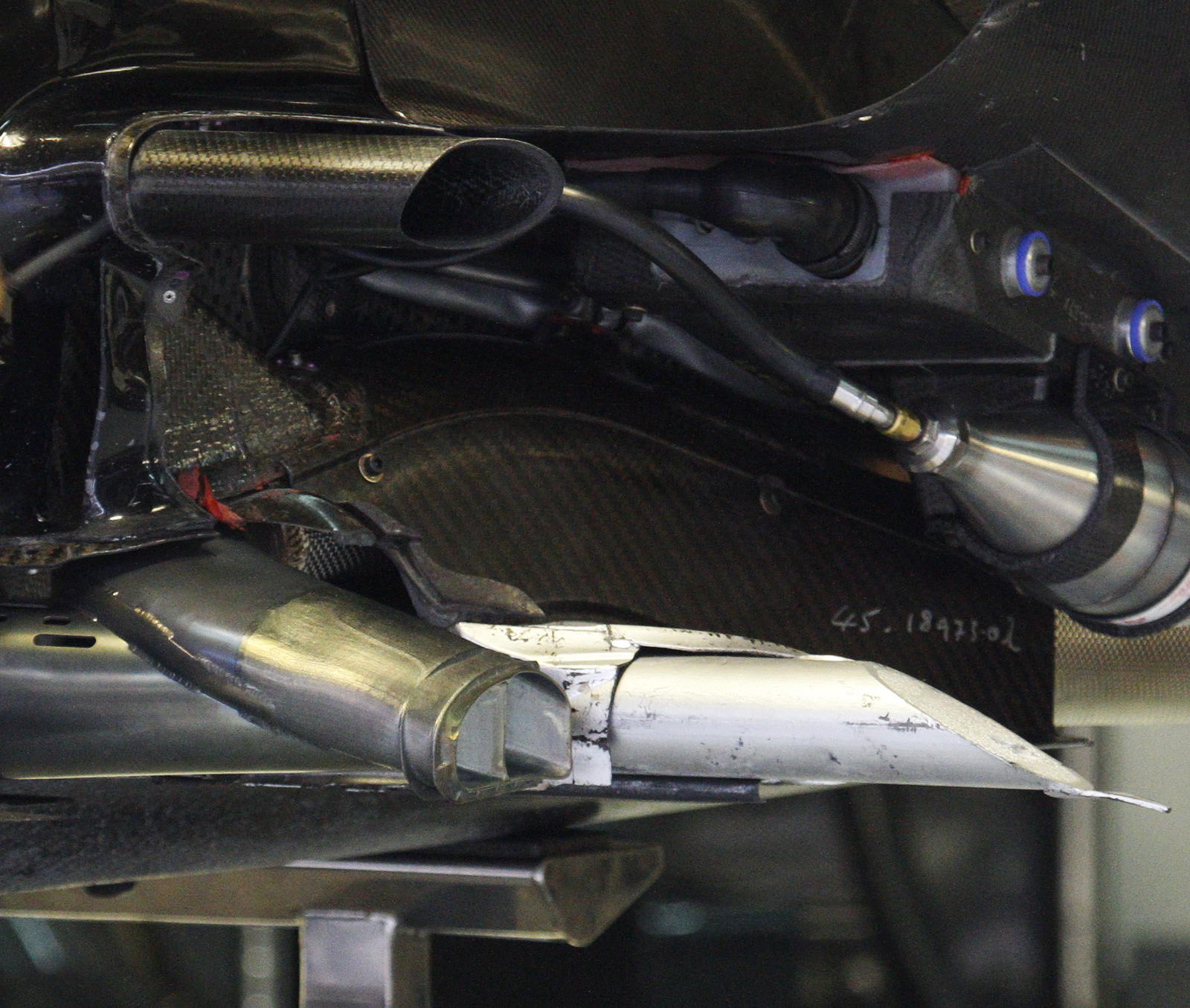
Photographie des échappements de la Renault R31.

## Bilan de la saison 2011

### Résumé

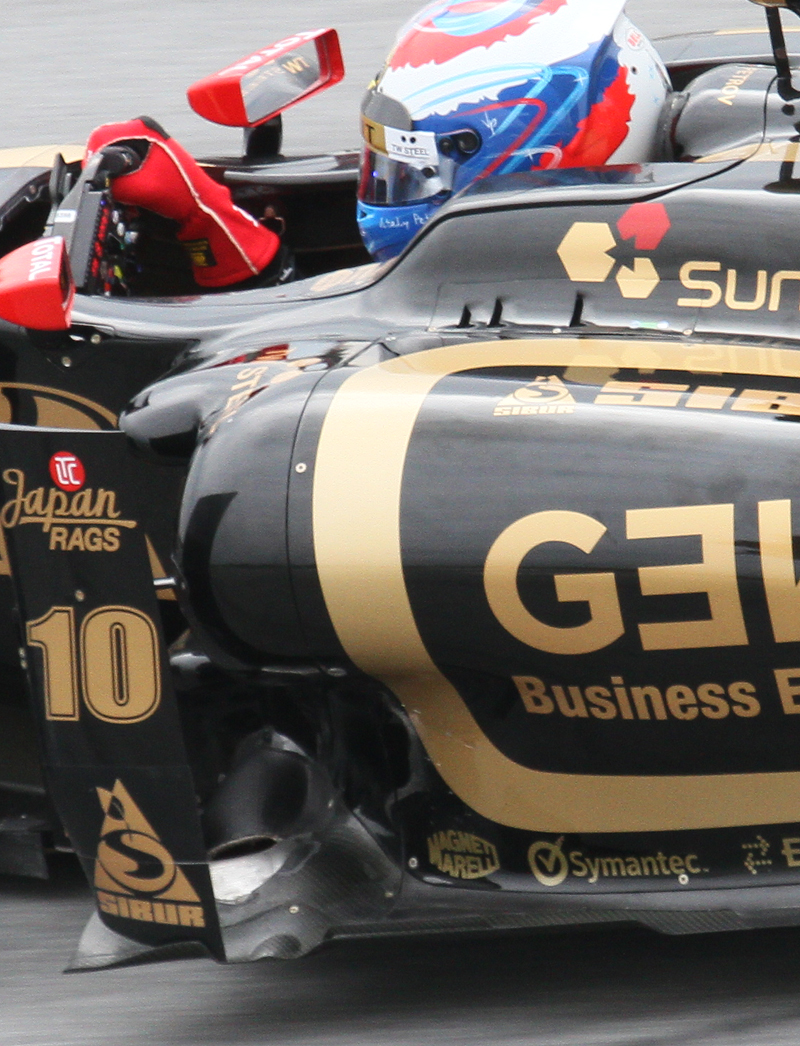
Vitaly Petrov au volant de la R31 lors du Grand Prix de Malaisie.

C'était un début prometteur pour la R31 puisque Vitaly Petrov se classe 6e en qualification puis réalise son premier podium en F1 lors la manche d'ouverture du championnat 2011 à Melbourne en décrochant la 3e place. Cette performance est stricto sensu imitée par Nick Heidfeld lors du second Grand prix de la saison, le Grand Prix de Malaisie, tandis que son coéquipier Petrov est contraint à l'abandon à quelques tours de l'arrivée après avoir escaladé violemment un vibreur,. Derniers podiums de la saison pour Renault, l'écurie parvient jusqu'alors à rester 4e du championnat des constructeurs grâce à une 9e place pour Petrov en Chine et un premier doublé dans les points en Turquie. Lors de la troisième séance d'essais libres du Grand Prix d'Espagne, la monoplace de Heidfeld, dont l'échappement côté droit a cassé, prend feu sur le bord de la piste et est gravement endommagée ; par conséquent, Heidfeld ne participe pas aux séances de qualification mais est repêché par les commissaires de course. Alors qu'il commence le Grand Prix à la vingt-quatrième position, Heidfeld parvient tout de même à rentrer dans les points, contrairement à Petrov,.

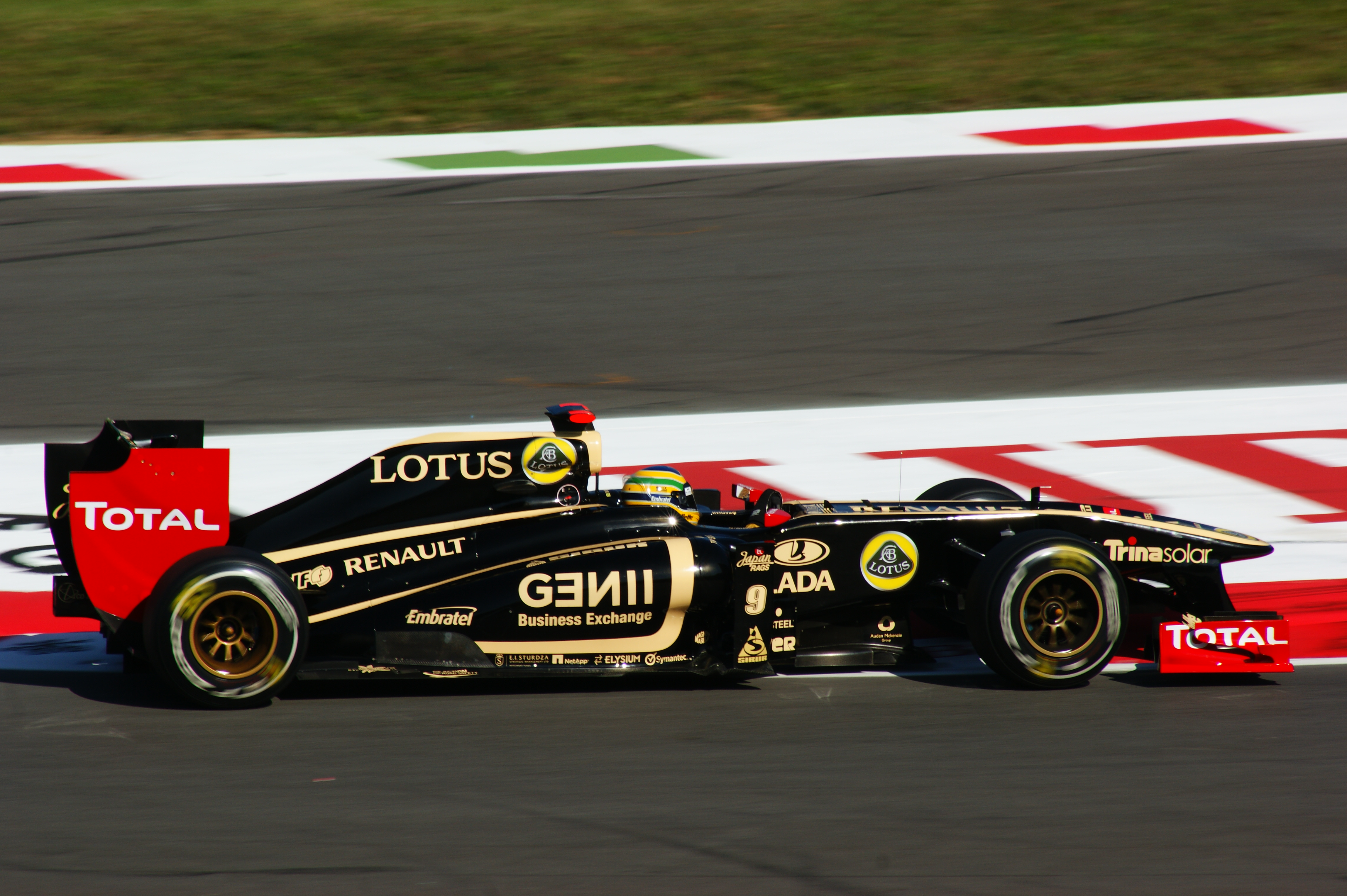
Bruno Senna remplace Nick Heidfeld à partir du Grand Prix de Belgique.

À Monaco, la course est marquée par l'accident, à huit tours de l'arrivée, de Vitaly Petrov, qui est resté coincé plusieurs minutes dans sa monoplace mais s'en sort finalement indemne. Nick Heidfeld pour sa part recueille à nouveau de précieux points en terminant en huitième position. Au Grand Prix du Canada, l'inverse se produit : Heidfeld abandonne à la suite d'un accrochage avec le pilote Sauber Kamui Kobayashi tandis que Petrov réalise une course discrète où il termine 5e,. À Valence et à Silverstone, c'est une nouvelle fois Heidfeld qui glane de précieux points permettant à Renault de conserver son avance sur Mercedes au classement du championnat du monde des constructeurs. Avec seulement une 12e place en Hongrie pour Petrov et un abandon pour Heidfeld, l'équipe, pour la première fois depuis le début de la saison, ne marque aucun point ; il est alors évident que le développement de la R31 n'était pas assez rapide. Lors du Grand Prix suivant, le Brésilien Bruno Senna remplace Nick Heidfeld.
Après la pause estivale, la voiture semble avoir retrouvé la forme en qualifications. Malheureusement, on ne peut pas en dire autant en course, avec au mieux une neuvième place pour les deux pilotes (et les premiers points de Senna). Le pire arrive lors du Grand Prix de Singapour, Petrov étant éliminé en Q1 et Senna étant classé seulement quinzième en qualification. Il devient alors difficile pour l'équipe de se maintenir en cinquième place au championnat des constructeurs, d'autant plus que l'écurie indienne Force India est alors à seulement 22 points,. Après un mieux au Japon, les quatre dernières courses de la saison demeurent décevantes. Renault conserve néanmoins sa 5e place au classement du championnat des constructeurs, quoique étant de 92 points en retard sur Mercedes.

### Statistiques
| Départs en Grands Prix - 11 pour Nick Heidfeld - 19 pour Vitaly Petrov - 8 pour Bruno Senna Abandons - 3 pour Nick Heidfeld - 4 pour Vitaly Petrov - 0 pour Bruno Senna Victoires - 0 pour Nick Heidfeld - 0 pour Vitaly Petrov - 0 pour Bruno Senna | Podiums - 1 pour Nick Heidfeld - 1 pour Vitaly Petrov - 0 pour Bruno Senna Meilleurs résultats en qualification - 0 pole position pour Nick Heidfeld - 0 pole position pour Vitaly Petrov - 0 pole position pour Bruno Senna Meilleurs tours en course - 0 meilleur tour en course pour Nick Heidfeld - 0 meilleur tour en course pour Vitaly Petrov - 0 meilleur tour en course pour Bruno Senna | Points inscrits - 73 points pour Lotus Renault GP - 34 points pour Nick Heidfeld - 37 points pour Vitaly Petrov - 2 points pour Bruno Senna Classements aux championnats du monde - Lotus Renault GP : 5e - Nick Heidfeld : 11e - Vitaly Petrov : 10e - Bruno Senna : 18e |

### Résultats en championnat du monde de Formule 1
| Saison | Écurie           | Moteur          | Pneus   | Pilotes       | Courses | Courses | Courses | Courses | Courses | Courses | Courses | Courses | Courses | Courses | Courses | Courses | Courses | Courses | Courses | Courses | Courses | Courses | Courses | Points inscrits | Classement |
| Saison | Écurie           | Moteur          | Pneus   | Pilotes       | 1       | 2       | 3       | 4       | 5       | 6       | 7       | 8       | 9       | 10      | 11      | 12      | 13      | 14      | 15      | 16      | 17      | 18      | 19      | Points inscrits | Classement |
| ------ | ---------------- | --------------- | ------- | ------------- | ------- | ------- | ------- | ------- | ------- | ------- | ------- | ------- | ------- | ------- | ------- | ------- | ------- | ------- | ------- | ------- | ------- | ------- | ------- | --------------- | ---------- |
| 2011   | Lotus Renault GP | Renault V8 RS27 | Pirelli |               | AUS     | MAL     | CHI     | TUR     | ESP     | MON     | CAN     | EUR     | GBR     | ALL     | HON     | BEL     | ITA     | SIN     | JAP     | COR     | IND     | ABU     | BRÉ     | 73              | 5e         |
| 2011   | Lotus Renault GP | Renault V8 RS27 | Pirelli | Nick Heidfeld | 12e     | 3e      | 12e     | 7e      | 8e      | 8e      | Abd     | 10e     | 8e      | Abd     | Abd     |         |         |         |         |         |         |         |         | 73              | 5e         |
| 2011   | Lotus Renault GP | Renault V8 RS27 | Pirelli | Vitaly Petrov | 3e      | 17e †   | 9e      | 8e      | 11e     | Abd     | 5e      | 15e     | 12e     | 10e     | 12e     | 9e      | Abd     | 17e     | 9e      | Abd     | 11e     | 13e     | 10e     | 73              | 5e         |
| 2011   | Lotus Renault GP | Renault V8 RS27 | Pirelli | Bruno Senna   |         |         |         |         |         |         |         |         |         |         |         | 13e     | 9e      | 15e     | 16e     | 13e     | 12e     | 16e     | 17e     | 73              | 5e         |

Légende : ici
- † : le pilote ne termine pas la course mais est classé car il a parcouru plus de 90 % de la distance de course.